# 利德贺市场

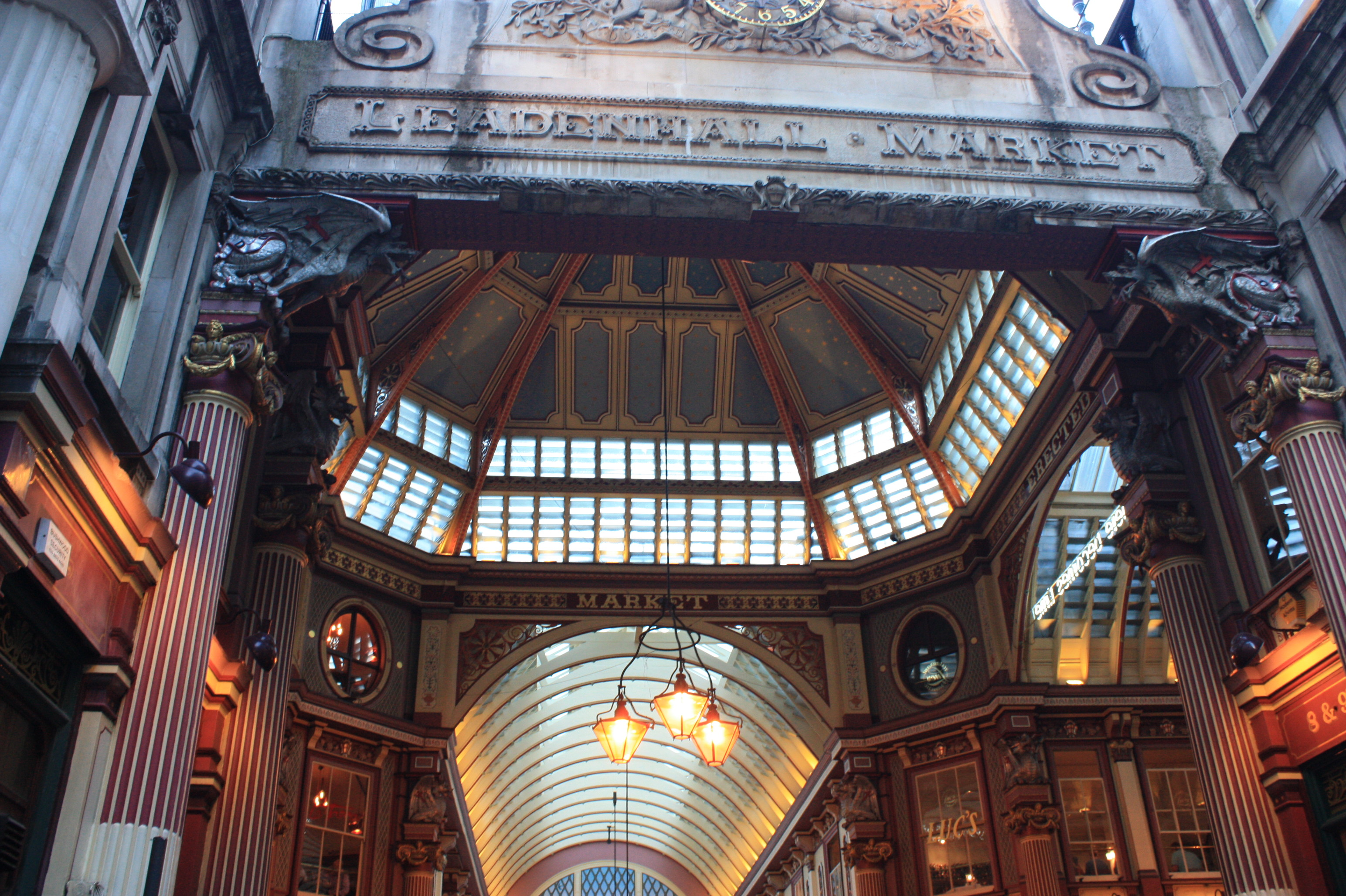

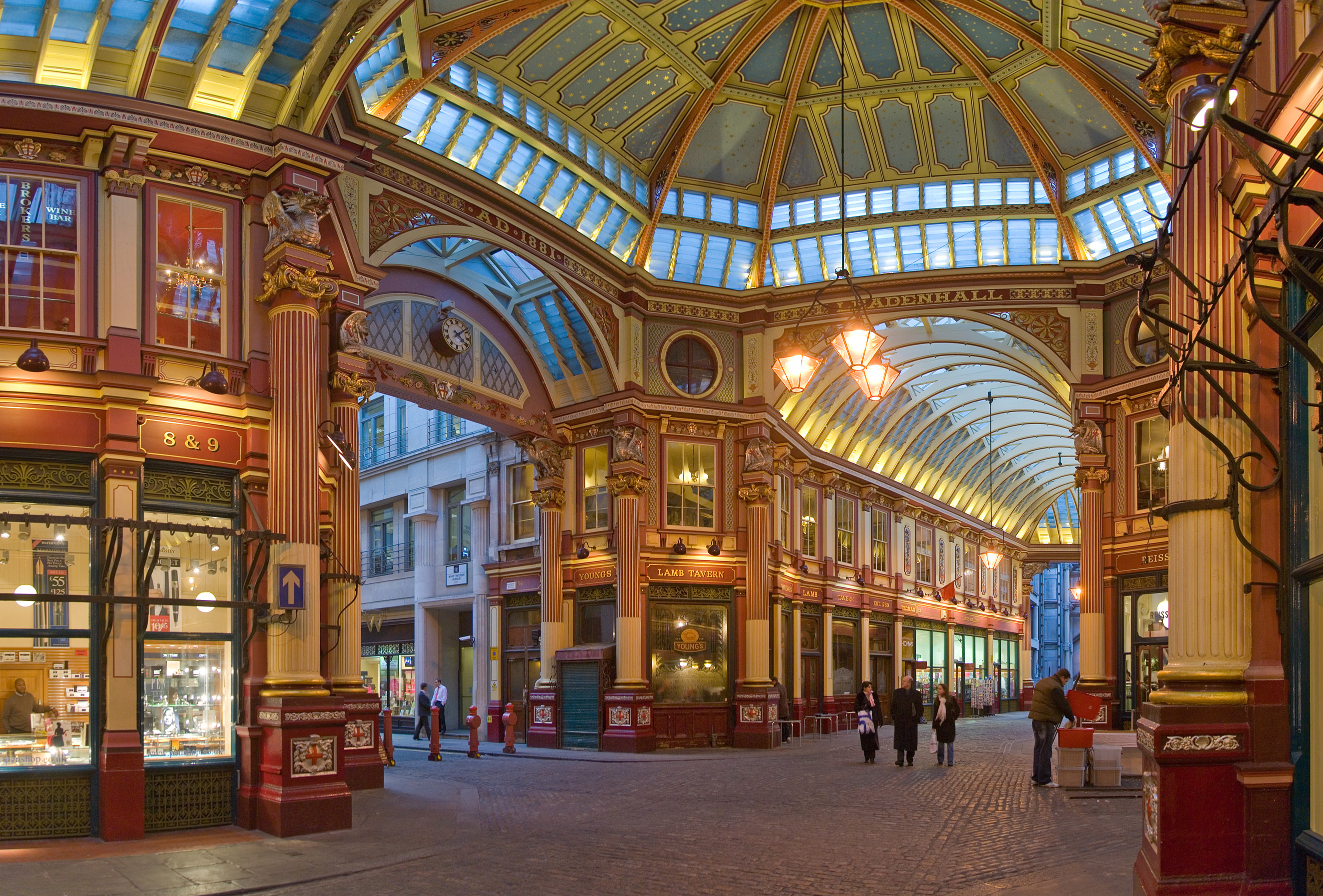

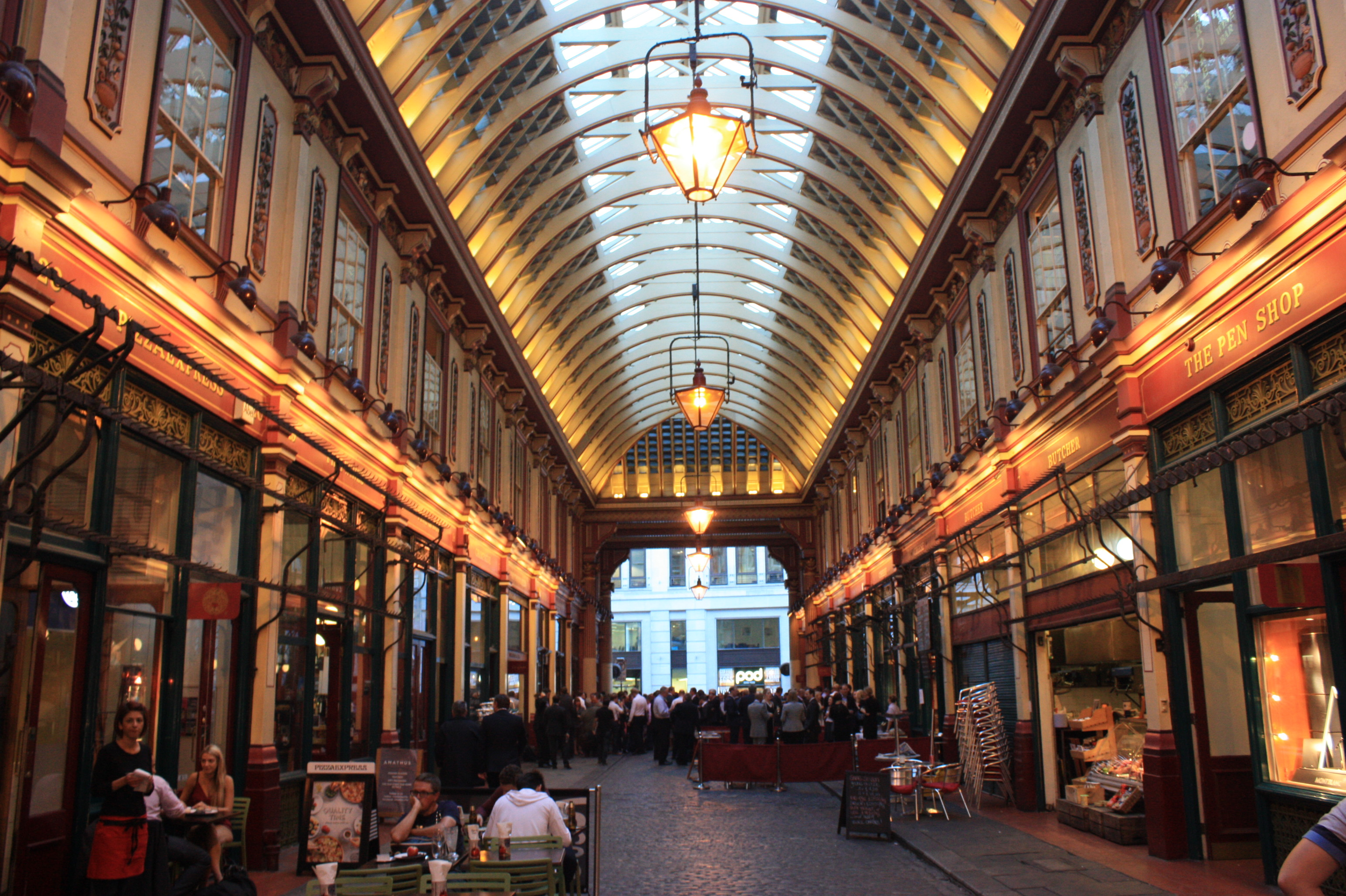

利德贺市场（Leadenhall Market）位于伦敦市的恩典堂街，是伦敦最古老的市场之一，历史可追溯到14世纪。其所在地正是古罗马时期伦敦的中心。
利德贺市场拥有华丽的天花板，漆成绿色，枣红色和奶油色，因而也是一个旅游景点。1972年列为二级登录建筑 。  
在一些电影中，利德贺市场被用来代表伦敦。